# ویشیشکا سوترا
وِیشیشکا سوترا (Vaiśeṣika Sūtra؛ به سانسکریت: वैशेषिक सूत्र)، همچنین کانادا سوترا نیز نامیده می‌شود، یک متن سانسکریت باستانی است که در پایه و اساس مکتب وی‌شیشکا در فلسفه هندو قرار دارد. سوترا توسط حکیم هندو کانادا، که به‌نام کاشیاپا نیز شناخته می‌شود، نوشته شده‌است. به گفته برخی از محققان، او قبل از ظهور بودیسم شکوفا شد زیرا وِیشیشکا سوترا هیچ اشاره‌ای به بودیسم یا آموزه‌های بودایی نکرده‌است. جزئیات زندگی کانادا نامشخص است، و وِیشیشکا سوترا احتمالاً بین قرن ۶ و ۲ قبل از میلاد جمع‌آوری شده‌است، و در نسخه فعلی موجود قبل از شروع عصر رایج نهایی شده‌است.